# مانيش شاه
مانيش شاه هو طبيب عام سابق في شرق لندن. في 7 فبراير 2020 حُكم عليه بثلاث أحكام بالسجن المؤبد لمدة لا تقل عن 15 عامًا، بالإضافة إلى أحكام أخرى بالسجن في نفس الوقت وذلك في أولد بيلي، بعد إدانته بـ 90 اعتداء جنسي على 24 مريضة. لقد أساء استخدام منصبه لخداعهم حتى يتم فحصهم بشكل وثيق دون داعٍ.